# Lou
Lou é um filme de suspense produzido na China, dirigido por Yuan Li. e lançado em 2013.

## Elenco
- Ruby Lin[3]
- Patrick Tam
- Victor Chen
- Na Wei
- Cheung Tat-ming
- Miao Haojun
- Bai Liuxi